# Eurycope scabra
Eurycope scabra är en kräftdjursart som beskrevs av Hansen 1897. Eurycope scabra ingår i släktet Eurycope och familjen Munnopsidae. Inga underarter finns listade i Catalogue of Life.